# Peter Pfannenstiel
Peter Pfannenstiel (* 20. Oktober 1934 in Marburg; † 4. März 2013) war ein deutscher Internist und Nuklearmediziner. Er war führender Experte für Schilddrüsenerkrankungen.

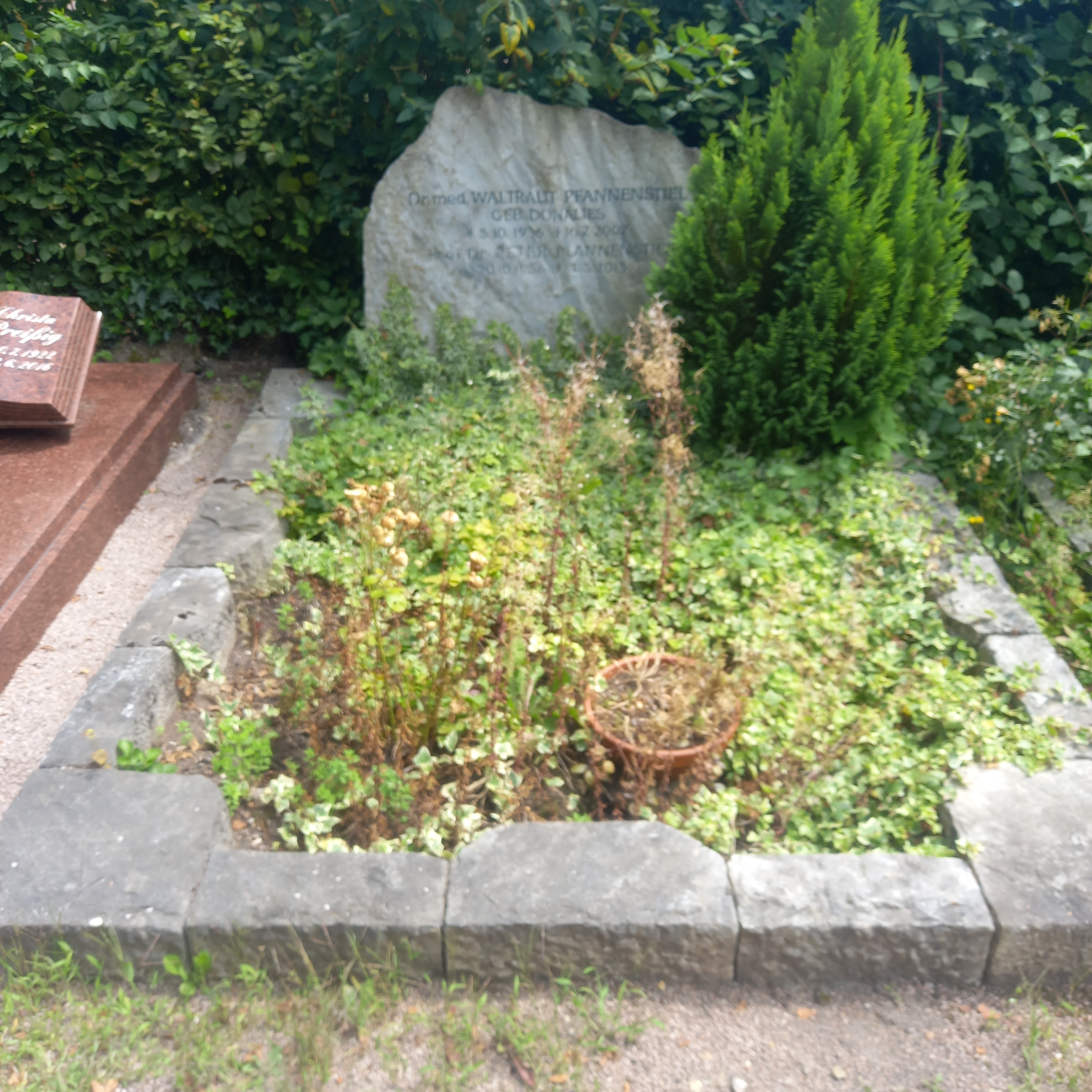
Das Grab von Peter Pfannenstiel und seiner Ehefrau, der Ärztin Waltraut geborene Donaltes auf dem Friedhof Sonnenberg in Wiesbaden

## Leben
Er war ein Sohn des SS-Hygienikers Wilhelm Pfannenstiel und studierte von 1955 bis 1960 in Heidelberg, Marburg, Innsbruck und Freiburg Humanmedizin. 1955 wurde er Mitglied des Corps Vandalo-Guestphalia Heidelberg. 1960 wurde er in Freiburg zum Dr. med. promoviert. Nach einem Forschungsaufenthalt am Oak Ridge National Laboratory in Tennessee erhielt er 1969 die Anerkennung zum Facharzt für Innere Medizin. 1969 habilitierte er sich an der Albert-Ludwigs-Universität Freiburg. Er wurde zum Privatdozent für das Fach Innere Medizin (insbesondere Nuklearmedizin) ernannt. 1971 wurde er außerplanmäßiger Professor an der Universität Mainz. 1978 wurde er zum Facharzt für Nuklearmedizin in Frankfurt ernannt. Von 1970 bis 1989 hatte er die Leitung des Fachbereichs Nuklearmedizin der Deutschen Klinik für Diagnostik in Wiesbaden inne. Von 1989 bis 2001 führte er eine eigene Praxis. Seine 650 Veröffentlichungen und Buchbeiträge befassen sich mit nuklearmedizinischen und endokrinologischen Themen. 1995 gründete er die Schilddrüsen-Liga Deutschland e. V., deren Präsident er bis 1998 war, ab 1998 Ehrenpräsident.